# La dolce vita (album)
La dolce vita è il terzo album in studio dal rapper italiano Caneda pubblicato nel 2014.

## Tracce
1. Ultima Fermata Prima Della Luna
2. La Bella E La Bestia
3. N.E.D.A.
4. Angeli Da Bar
5. Lo Specchio
6. La Dolce Vita
7. Giovane Zarro
8. Mancanze
9. Spaghetti Rapper
10. Fame
11. Il Cacciatore Di Draghi
12. Andromeda